# Васюковское сельское поселение
Васюко́вское се́льское поселе́ние — упразднённое муниципальное образование в составе Бежецкого района Тверской области, существовавшее в 2005—2023 годах.
Центр поселения — деревня Васюково.

## Географические данные
- Общая площадь: 149 км²
- Нахождение: центральная часть Бежецкого района
  - Граничит:
    - на севере — с Филиппковским СП,
    - на северо-востоке — с Зобинским СП,
    - на юго-востоке — с Сукроменским СП,
    - на юге — с Житищенским СП,
    - на западе — с Моркиногорским СП и Лаптихинским СП.

Главная река — Молога.

## История
В XIII—XIV вв. территория поселения относилась к Бежецкому Верху Новгородской земли.

В XV веке присоединена к Великому княжеству Московскому.
В середине XIX — начале XX века деревни поселения относились к Скорыневской и Сукроменской волостям Бежецкого уезда Тверской губернии.
В 1930-50-е годы на территории поселения существовали Васюковский, Красковский и Присецкий сельсоветы Бежецкого района Калининской области.
Образовано в 2005 году, включило в себя территории Васюковского и Присецкого сельских округов.
Законом Тверской области от 13 апреля 2023 года № 15-ЗО муниципальное образование было упразднено с включением всех населённых пунктов в состав Бежецкого муниципального округа.

## Экономика
Основные сельхозпредприятия — СПК «Заря», бывший колхоз «Красная Заря» (Присеки) и колхоз им. Крупской (Васюково).

## Население
| 2005 | 2010 | 2011 | 2012 | 2013 | 2014 | 2015 |
| ---- | ---- | ---- | ---- | ---- | ---- | ---- |
| 833  | ↘655 | ↘650 | ↘630 | ↘610 | ↗622 | ↘600 |
| 2016 | 2017 | 2018 | 2019 | 2020 | 2021 |      |
| ↘592 | ↘584 | ↗595 | ↘592 | ↗593 | ↗674 |      |

По переписи 2002 года — 807 человек (372 в Васюковском и 435 в Присецком сельском округе), на 01.01.2008 — 735 человек.

## Состав сельского поселения
В состав сельского поселения входят 27 населённых пунктов:
| №  | Населённый пункт | Тип     | Население |
| -- | ---------------- | ------- | --------- |
| 1  | Буяново          | деревня | ↗6        |
| 2  | Васюково         | деревня | ↘323      |
| 3  | Ватагино         | деревня | →0        |
| 4  | Волково          | деревня | ↘0        |
| 5  | Демьянцево       | деревня | →0        |
| 6  | Евково           | деревня | →0        |
| 7  | Ельцино          | деревня | →0        |
| 8  | Збуж             | деревня | ↘1        |
| 9  | Иванково         | деревня | →5        |
| 10 | Исаево           | деревня | ↘1        |
| 11 | Киселкино        | деревня | ↘1        |
| 12 | Красково         | деревня | →0        |
| 13 | Куземкино        | деревня | ↘0        |
| 14 | Малкирово        | деревня | ↘0        |
| 15 | Матьково         | деревня | →0        |
| 16 | Медведка         | деревня | →9        |
| 17 | Михайлово        | деревня | ↘32       |
| 18 | Петрово          | деревня | ↘1        |
| 19 | Присеки          | село    | ↘205      |
| 20 | Рожанцово        | деревня | →0        |
| 21 | Селятино         | деревня | ↘16       |
| 22 | Скородумка       | деревня | ↘34       |
| 23 | Тарасовское      | деревня | ↗1        |
| 24 | Толстиково       | деревня | ↘5        |
| 25 | Толстокосово     | деревня | ↘1        |
| 26 | Шепелево         | деревня | ↘1        |
| 27 | Юрьевское        | деревня | →1        |

### Бывшие населенные пункты
В 1998 году исключена из учётных данных деревня Раменье.

Ранее исчезли деревни: Бережки, Городок, Дорохово, Захонье, Красная Поляна (Спас-Талицы), Ямищи и другие.

## Известные люди
В деревне Демьянцево родился Герой Советского Союза Михаил Иванович Дружинин.